# Bulurejo (Ayah)
Bulurejo is een bestuurslaag in het regentschap Kebumen van de provincie Midden-Java, Indonesië. Bulurejo telt 1947 inwoners (volkstelling 2010).